# Riu de Calders
|  | No s'ha de confondre amb Riu Calders. |

El riu de Calders és un riu del nord del País Valencià, travessa la comarca dels Ports (Castelló). És afluent del Bergantes per l'esquerra i naix al llogaret de Sant Pere del Moll (al terme municipal de Morella), als contraforts septentrionals de la serra de Vallivana a poca distància del naixement del seu col·lector i a una altura de vora 1000 metres. Desemboca a Forcall després de recórrer uns 25 quilòmetres.
Té una direcció est-oest fins al límit amb el terme de Cinctorres, a la confluència amb la rambla de Sellumbres, afluent per l'esquerra (la qual, per la seua major longitud, ha estat sovint considerada com a curs principal), on pren la direcció sud-nord, fins a la confluència, a Forcall, amb el riu Cantavella, per l'esquerra, i amb el Bergantes.